# 2594 Acamas
2594 Acamas è un asteroide troiano di Giove del campo troiano. Scoperto nel 1978, presenta un'orbita caratterizzata da un semiasse maggiore pari a 5,0867262 UA e da un'eccentricità di 0,0853712, inclinata di 5,52733° rispetto all'eclittica.
L'asteroide è dedicato ad Acamante, il vecchio condottiero trace alleato di Priamo nella guerra di Troia.